# Зелёновка (Самарская область)
Зелёновка — село в сельском поселении Васильевка Ставропольского района Самарской области России. Село находится на автомобильной трассе М5 в 6 километрах от города Тольятти.

## История
Зеленовка — село Ставропольского уезда, основано в XVIII веке. Поименовано по фамилии помещика Ивана Андреевича Зеленого. Зеленые — русский дворянский род, восходящий к концу XV века.
В 18-19 веках Зеленовкой владели помещики Мильковичи, а также дворяне Фиона Васильевна и Владимир Плотниковы, их дочь Дарья Владимировна Грацинская, ее муж Иван Грацинский, Елена Николаевна Жедринская (рожденная Милькович), Дарья Васильевна Чирикова, братья Иван, Николай, Александр Ивановичи Смирницкие, Екатерина Ивановна Виноградская (рожденная Смирницкая), Юлия Венедиктовна и Иван Степанович Россинские, Ольга Дмитриевна Смирнова, Михаил, Павел, Александр Павловичи и Павел Давыдович. Яровые. Согласно переписи 1780 г. в Зеленовке насчитывалось 49 помещичьих крестьян, в том числе Д. В. Чириковой принадлежало — 11, а С. В. Мильковичу — 60 крестьянских дворов, пашни на двоих — 1,2 тысячи десятин.
К 1881 г. в селе было два сельских общества на четвертном дарственном наделе, население 167 душ, 64 двора, за обществом числилось 170 десятин удобной земли.
Крестьяне Зеленовки арендовали у местных помещиков по 10 рублей за казенную десятину поемные луга, на которых по 8-10 возов сена с десятины, из расчета по 15-18 пудов на воз. Зеленовские крестьяне нанимались возить дрова к местным купцам- лесопромышленникам Аржанову и Сбитневу к Волге за 12 верст от села, получая по 4 рубля за пятерик дров, из расчета 14 возок в пятерике сырых дров по 28 копеек за каждый воз. В 1882 г. один крестьянин д. Зеленовки арендовал у Мильковича 10 десятин земли под пахоту по 4 рубля за десятину, в задаток крестьянин выплатил помещику 20 рублей или 40 % платы. (Книга сделок Федоровской волости за 1882).
В 1905 г. правительство не решалось приступать к коренному аграрному переустройству. По уезду прокатилась волна крестьянских восстаний. В Самарской губернии особенно часто поднимались крестьяне Ставропольского уезда. Прорвавшаяся внутренняя боль сопровождалась актами насилия и вандализма. Крестьяне нападали на помещичьи усадьбы, захватывали инвентарь, имущество, скот, хлеб. Вооруженные крестьянские отряды нападали на полицию, сельских стражников, других должностных лиц. Из донесения и. д. начальника Самарского губернского жандармского управления Г. С. Добрянского заведующему политической частью Департамента полиции Л. Я. Рачковскому о крестьянском движении в Ставропольском уезде: «9 декабря 1905 г. Секретно. Сообщаю, что я получил донесение о том, что в Ставропольском уезде аграрное движение крестьян принимает огромные размеры, выразившиеся в следующем: совершенно все было разграблено, хлеб и скот весь развезен, постройки все сожжены. 27 ноября аграрное движение приняло такие же размеры и в имении уездного члена окружного суда земского начальника Ярового при сельце Зеленовке Федоровской волости, в означённом имении также все разграблено, а постройки сожжены, часть скота помёрзла в поле без корма, награбленный хлеб крестьянами привозится ежедневно в г. Ставрополь для продажи».
Советская власть в Зеленовке была установлена в марте 1918 г. А в июне 1918 г. уезд заняли белочешский батальон имени Георгия из Падебрад. Освободил Ставропольский уезд 5-й Курский полк 24-й Симбирской дивизии под командованием Г. Д. Гая. Была восстановлена советская власть. Состоялось волостное собрание населения, принявшее следующую резолюцию: «Протокол общего собрания граждан Федоровской волости о возобновлении деятельности волисполкома 20 октября 1918 года. Председатель местного временного волостного революционного комитета С. И. Лушин предложил избрать председателя настоящего собрания, каковым единогласно избран М. Я. Мещеряков, который объявил собрание открытым, предложив избрать секретаря собрания, причем избранным единогласно оказался З. М. Шемарулин. Заслушаны и решены следующие дела: 1. Признавая для беднейшего трудового народа истинной выразительницей всех его нужд, а также защитницей его интересов только власть трудового народа в лице Советов, постановили: сего же числа восстановить деятельность задушенного капиталистами волостного Совета. Исполнительный комитет определить из одного человека, который и будет являться председателем этого комитета, а в случае надобности, в дальнейшем доизбрать еще потребное количество членов в помощь председателю. Председателем комитета посредством баллотировки шарами избран Матвей Яковлевич Мещеряков. 2. Волостным комиссаром по военным делам постановили единогласно избрать гражданина сельца Зеленовки Василия Агафоновича Шерстнёва, человека из военных и хорошо грамотного. После этого заседание объявлено закрытым. Председатель собрания Матвей Мещеряков члены: Захар Шерстнев Зубрилкин, Игнатов, Маслов, Пётр Климушкин, В. Шерстнев».
В марте 1919 г. Зеленовку освобождал от восставших чапанщиков отряд Румянцева.
В 1931 г. в Зеленовке был создан колхоз «Победа»
В годы репрессий в Зеленовке были раскулачены Рыжов Григорий Андреевич, Максимов Петр Данилович, Михайленков Павел Прокофьевич, Леманов Захар Васильевич, Леманов Анна Савельевна, Коновалов Михаил Васильевич, Байгушев Петр Михайлович, Шерстнев Владимир Афанасьевич.
В июле 1950 года в районе Зеленовки на левом берегу началось строительство нижних судоходных шлюзов гидроузла. В связи со строительством ГЭС им. Ленина с. Зеленовка как и многие другие села были перенесены на новые площадки. Часть населения были переселены в с. Федоровка и с. Васильевка того же района. 1954 год — пиковый год начавшегося в 1953 и завершившегося уже осенью 1955 массового переселения в связи со строительством Куйбышевского гидроузла.
«Кунеевка и Отважное исчезли с лица земли еще в самом начале строительства, в 1950-51-х годах: на их территории развернулась гигантская стройка. Отважненские дома хозяева, кто мог, перевезли в Александровское Поле и на Пчельник (это в Жигулевске), кунеевские — в Васильевку. Следом прекратили „свой земной путь“ Подборное, Красная Московка, Светлое Озеро, Петроград и др. — всего более двадцати населенных пунктов, некоторые — с вековой историей. Русская Борковка, Хрящевка, Ягодное, Верхние Белозерки, Подстепки, Зеленовка — переехали из поймы в голую степь: без водопровода, электричества и дорог.»

## Население
| 1859 | 1889 | 1897 | 1910 | 2010 |
| ---- | ---- | ---- | ---- | ---- |
| 556  | ↗708 | ↘557 | ↗594 | ↗999 |

## Достопримечательности
В селе построен храм в честь святителя Спиридона Тримифунтского Чудотворца. Начало возведения 2010 г. Одними из архитекторов храма является Александр Сызранов. Похоронен на местном кладбище.
Регулярно проходят службы. Сайт прихода
- Строящийся храм в честь святителя Спиридона Тримифунтского
- Строящийся храм
- Офис врача общей практики
- Зимний лес у села